# Рукометна репрезентација Фарских Острва
Рукометна репрезентација Фарских острва представља Фарска острва у међународним такмичењима у рукомету. Налази се под контролом Рукометног савеза Фарских острва. 

## Учешћа репрезентације на међународним такмичењима

### Олимпијске игре
Није учествовала

### Светска првенства
Није учествовала

### Европска првенства
| Година | Турнир      | Пласман   | ИГ | П | Н | И | ГД | ГП | ГР |
| ------ | ----------- | --------- | -- | - | - | - | -- | -- | -- |
| 2024.  | Групна фаза | 24. место | 3  | 0 | 1 | 2 | 83 | 90 | -7 |
| Укупно | 1 учешће    |           | 3  | 0 | 1 | 2 | 83 | 90 | -7 |